# Zsigmond Móricz
Dans le nom hongrois Móricz Zsigmond, le nom de famille précède le prénom, mais cet article utilise l’ordre habituel en français Zsigmond Móricz, où le prénom précède le nom.
Œuvres principales
- Jusqu’aux lueurs du petit jour

Zsigmond Móricz, né à Tiszacsécse (Hongrie) le 29 juin 1879 et mort à Budapest le 5 septembre 1942, est un écrivain et dramaturge hongrois. Il a été découvert par la revue Nyugat (Occident).

## Biographie
Fils d’un paysan petit-propriétaire protestant, il est né dans un village de la Grande Plaine au bord de la Tisza. Il se lance d’abord dans le journalisme à Budapest. Il participe au mouvement de collectage des chansons populaires, et en cela, il est l'un des premiers « falukutató » - explorateur se consacrant à l'ethnologie rurale. Il est bientôt l'un des écrivains de la revue Nyugat dont il deviendra l’une des personnalités marquantes.
Pendant la Première Guerre mondiale, il est correspondant de guerre, et salue dans les premiers temps la République des Conseils. Inquiété et emprisonné au début de la contre-révolution, il devient finalement corédacteur en chef de Nyugat. Déçu par la politique, il parcourt plusieurs fois le pays. En 1939, il dirige la revue Kelet Népe (Peuple d’Orient) et s’occupe des problèmes de la paysannerie. Ses principales œuvres sont Sárarany (Fange et or) en 1910, A fáklya (Le Flambeau) en 1917, Kivilágos kivirradtig (Jusqu’aux lueurs du petit jour) en 1924, Rokonok (La Famille) en 1932, et sa trilogie sur la Transylvanie écrite entre 1922 et 1939. Il écrit son autobiographie en 1938 : Életem regénye (Histoire de ma vie).
En traduction française, on peut lire de lui Derrière le dos de Dieu (Az isten háta mögött, littéralement : Au milieu de nulle part), Rieder (1930), réédition chez Ibolya Virá́g (1996) ; Un homme heureux (Egy boldog ember), éditions Corvina (1960) ; La Famille (A Család), Corvina (1960) ; Sois bon jusqu'à la mort (Légy jó mindhalálig), Librairie Saint-Germain-des-Prés (1969), réédition aux éditions In Fine (1993) ; L'Épouse rebelle (Az asszony beleszol, littéralement : La femme s'y met), Phébus (2003) ; et, aux éditions Cambourakis, deux recueils de nouvelles puisées dans divers recueils originaux : Un déjeuner (2018) ; Les Barbares (2022).

## Kivilágos kivirradtig(Jusqu’aux lueurs du petit jour)
Dans ce récit, Zsigmond Móricz décrit un exemple d’échec de l’assimilation. 
En une nuit, dans un village hongrois, Adam, juif assimilé, dont les espoirs de mariage avec la fille de l’intendant du domaine seigneurial sont encore permis, est banni de la société. Alors que le jeune homme a fait le sacrifice douloureux de renier son vieux père et sa religion pour obtenir la main de la jeune fille, le drame vécu par l’intendant coupe court à ses illusions. 
C’est la veille de la Saint Étienne, fête traditionnelle. La famille de l’intendant a préparé un banquet en y invitant les habitants du village. Mais le comte propriétaire du domaine annule sa visite, et fait savoir que le vieil homme ne remplira plus ses fonctions l’année suivante. 
La nuit des festivités se déroule entre les commérages des voisins et les discussions des héros, entre l’abattement de l’intendant et les danses des jeunes gens. Jusqu’au moment où l’intendant apprend que le comte l’a remplacé par des régisseurs juifs, marchands de vin de la capitale. Adam, leur « frère », est exclu de la fête. 
La narration de Móricz est impartiale, épousant tous les points de vue, et montrant l’assimilation comme une tragédie pour les paysans hongrois comme pour les Juifs. Loin de prendre parti, l’écrivain décrit le plus objectivement possible les raisons de cet échec.
S’il est convaincu de l’échec de l’assimilation, Móricz n’en est pas moins philosémite, et c’est pour cela qu’il félicite les écrivains juifs qui embrasseront, tels Károly Pap et András Komor, sans honte la différence qui les sépare de leur voisin hongrois, participant à une littérature et à une culture à deux voix.

## Adaptations au cinéma
- 1950 : Ces messieurs font la bombe (Úri muri) de Frigyes Bán